# 알라웅파야
알라웅파야(버마어: အလောင်းဘုရား 알라웅파야 →보살) 또는 알라웅 대왕(버마어: အလောင်းမင်းတရားကြီး 알라웅밍따야지, 1714년 8월 24일(율리우스력 8월 13일) ~ 1760년 5월 11일)은 미얀마 꼰바웅 왕국을 건국한 꼰바웅 왕국의 초대 국왕(재위 : 1752년 2월 29일 ~ 1760년 5월 11일)이다.
시암(태국) 원정 중 병으로 사망할 무렵, 상미얀마에 있는 작은 마을의 이 전 추장은 버마를 통일하고 마니푸르를 진압했으며 란나를 정복하고 복원된 항사워디 왕국을 도운 프랑스와 영국 을 물리쳤다. 그는 다곤주변에 정착지를 추가하고 확장된 도시를 양곤이라고 불렀다.
그는 버마 역사상 세 번째로 버마를 통일한 데 대해 아노야타, 바인나웅과 함께 버마의 3대 군주 중 하나로 간주되었다.

## 생애
1752년 3월 부흥 따웅우 왕조가 몬족에 의해 괴멸하자 뭇소보 마을의 수장이었던 아웅•제•야가 이에 대해 주변의 버마인계 주민이 사는 46마을을 병합하여 알라웅파야(보살)라고 칭했다. 몬족이 이에 민감하게 반응해 다음 달에는 예속을 찾아 알라웅파야를 공격했지만 괴멸하였다. 원군도 달려갔지만 큰 타격을 입고 후퇴했다. 이 후 몬족은 현재의 태국에 있던 아유타야 왕조의 공격을 받기 시작해, 하버마로 이동했기 때문에 중앙부에서의 몬족의 위협이 소멸하게 되었다.
알라웅파야는 1754년 몬족에게 점령되고 있던 잉와를 되찾아, 기세가 붙은 알라웅파야는 버마 전토의 장악에 나섰다. 이듬해 알라웅파야는 다곤을 함락시켜 양곤(숙적 전멸)으로 개칭했다. 1756년에는 몬족의 중심지 바고(항따와디 왕국)를 함락시켰지만 이듬해인 1757년에는 몬족의 철저 항전파에 의한 반란이 일어났다. 알라웅파야는 이것도 수습해, 같은 해까지 샨족 각지의 토후가 알라웅파야에 귀순해, 국내의 통일은 완료했다.
1758년에 다시 마니포르에 공격해, 임펄을 점령했다(약 200년 후의 임펄 작전 시의 일본군과 거의 같은 진군 루트였다). 그 후는 군을 동쪽으로 옮겨, 아유타야 왕조의 속국화를 노리고, 난공 불락이라고 말해진 아유타야에 공격을 가했다. 알라웅파야의 군대는 1760년 4월까지 아유타야를 포위했다. 아유타야군은 성벽을 닫아 공방했다. 한 달 후 우기 방문으로 알라웅파야 군에 역병이 만연해 패배했다. 알라웅파야도 이 아유타야에서 붕괴하지만, 아유타야 연대기에 따르면 아유타야가 쏘는 대포에 닿아 붕괴한 것이다. 한편 버마 측의 자료에서는 다른 병졸과 마찬가지로 열대성 전염병 에 걸려 무너졌다고 한다.
알라웅파야는 동남아시아 주변 제국 중에서 우위적인 입장을 구축하기 위해 영국에 접근을 시도하고, 1756년에 조지 2세에 향해 통상을 요구한 황금 편지를 보냈다. 현재에는 그것을 소유하는 미얀마•영국•독일의 공동 신청에서 2015년에 유네스코 기록유산에 등록되었다.